# Lista de inscrições ao Oscar de melhor filme de animação em 2007
Esta é lista das inscrições ao Oscar de melhor filme de animação para a edição de 2007, sendo concedido pela primeira vez em 2002. Um longa-metragem de animação é definido pela Academia de Artes e Ciências Cinematográficas com duração de mais de 40 minutos. Três de dezesseis filmes inscritos foram indicados, sendo Happy Feet o ganhador desta edição.

## Inscrições
| Filme                  | Estúdio(s)                                        | Diretor(es)                                     | País(es)                     | Resultado       |
| ---------------------- | ------------------------------------------------- | ----------------------------------------------- | ---------------------------- | --------------- |
| The Ant Bully          | Legendary Pictures DNA Productions                | John A. Davis                                   | Estados Unidos               | Não indicado    |
| Arthur et les Minimoys | EuropaCorp                                        | Luc Besson                                      | França                       | Desclassificado |
| Barnyard               | Nickelodeon Movies O Entertainment                | Steve Oedekerk                                  | Estados Unidos               | Não indicado    |
| Cars                   | Pixar Animation Studios                           | John Lasseter                                   | Estados Unidos               | Indicado        |
| Curious George         | Imagine Entertainment Universal Animation Studios | Matthew O'Callaghan                             | Alemanha · Estados Unidos    | Não indicado    |
| Everyone's Hero        | IDT Entertainment                                 | Christopher Reeve Daniel St. Pierre Colin Brady | Estados Unidos               | Não indicado    |
| Flushed Away           | Aardman Animations DreamWorks Animation           | David Bowers Sam Fell                           | Estados Unidos · Reino Unido | Não indicado    |
| Happy Feet             | Animal Logic                                      | George Miller                                   | Austrália · Estados Unidos   | Ganhou o Oscar  |
| Ice Age: The Meltdown  | Blue Sky Studios                                  | Carlos Saldanha                                 | Estados Unidos               | Não indicado    |
| Monster House          | ImageMovers                                       | Gil Kenan                                       | Estados Unidos               | Indicado        |
| Open Season            | Sony Pictures Animation                           | Jill Culton Roger Allers                        | Estados Unidos               | Não indicado    |
| Over the Hedge         | DreamWorks Animation                              | Tim Johnson Karey Kirkpatrick                   | Estados Unidos               | Não indicado    |
| Paprika                | Madhouse                                          | Satoshi Kon                                     | Japão                        | Não indicado    |
| Renaissance            | Onyx Films Millimages LuxAnimation                | Christian Volckman                              | França                       | Não indicado    |
| A Scanner Darkly       | Thousand Words                                    | Richard Linklater                               | Estados Unidos               | Não indicado    |
| The Wild               | C.O.R.E. Feature Animation                        | Steve "Spaz" Williams                           | Estados Unidos               | Não indicado    |